# Leptura rufomaculata
Leptura rufomaculata là một loài bọ cánh cứng trong họ Cerambycidae.